# Fanatica
«Fanática» es el segundo sencillo de la banda de metal industrial alemana Eisbrecher. Es la única canción de Eisbrecher que tiene el estribillo en inglés. El sencillo no incluye el Fanática Club Mix disponible en el álbum Eisbrecher.

## Lista de canciones
1. «Fanática» - 3:22
2. «Angst?» - 4:17
3. «Fanática» (Maxwell S. Club Mix) - 5:17
4. «Fanática» (Extended Mix by Noel Pix) - 5:26

- Datos: Q5433641